# Saint-Vincent-en-Bresse
Saint-Vincent-en-Bresse ist eine französische Gemeinde im Département Saône-et-Loire in der Region Bourgogne-Franche-Comté. Sie gehört zum Arrondissement Louhans und zum Kanton Louhans. Die Gemeinde hat 581 Einwohner (Stand 1. Januar 2022).

## Geografie

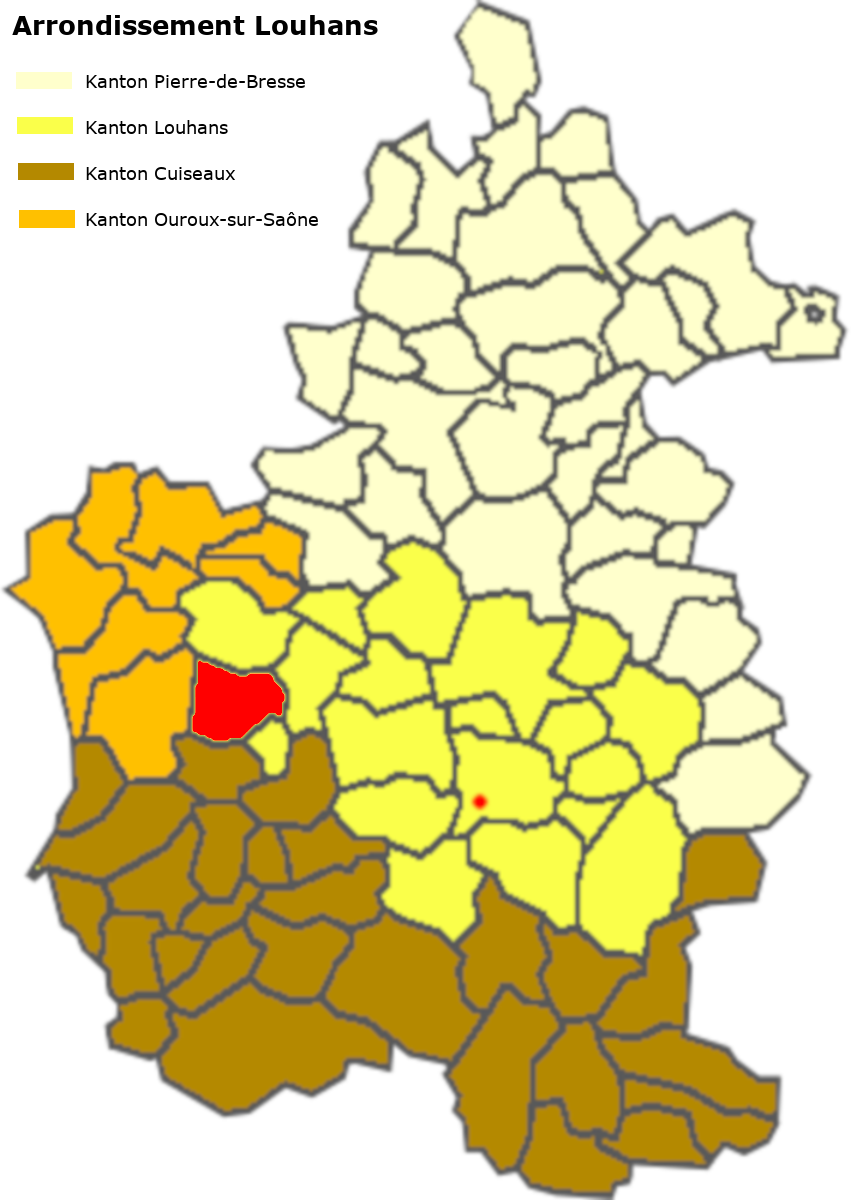
Lage der Gemeinde im Arrondissement Louhans

Saint-Vincent-en-Bresse liegt in der Landschaft Bresse, rund 13 Kilometer nordwestlich von Louhans, die Ostgrenze der Gemeinde wird durch das Flüsschen La Serrée gebildet. Im Zentrum des Gemeindegebietes entspringt La Marlière. Im Gemeindegebiet liegen rund 20 Étangs. Durch die Gemeinde führen keinerlei wichtigen Straßenverbindungen, hingegen liegt der Ort auf einer Kreuzung von Nebenstraßen nach Saint-Étienne-en-Bresse, Montret, Saint-André-en-Bresse, La Frette und Baudrières. 
Zur Gemeinde gehören folgende Weiler und Fluren: l’Allée, Berthod, Curtil-Mathey, Fontaine-Morand, la Grande-Chize, Grande-Rue, Maison-Bardotte, la Mare-Pouron, la Marlière, les Meurots, la Monine, Montcuchot, la Montée-des-Charmes, Morts, le Nuzeret, la Petite-Chize, le Pin, les Planches, le Priault, Putigny-les-Bois, Rougemont, Rue-Lesne, Touppe-Bouley, la Tuilerie, la Vêvre, Vignon, Villeveny.

### Klima
Das Klima in Saint-Vincent-en-Bresse ist warm und gemäßigt. Es gibt das ganze Jahr über deutliche Niederschläge, selbst der trockenste Monat weist noch hohe Niederschlagsmengen auf. Die Klassifikation des Klimas nach Köppen und Geiger ist Cfb ((Gemäßigtes) Ozeanklima). Die Temperatur liegt im Jahresdurchschnitt bei 12,0 °C. Der wärmste Monat ist der Juli mit einer Durchschnittstemperatur von 21,2 °C, der kälteste der Januar mit 3,3 °C. Über ein Jahr verteilt summieren sich die Niederschläge auf 1055 mm, dabei ist der November mit 113 mm der niederschlagsreichste, während März als trockenster Monat 73 mm aufweist. Über das ganze Jahr werden etwa 2700 Sonnenstunden gezählt.
|                        | Jan | Feb | Mär  | Apr  | Mai  | Jun  | Jul  | Aug  | Sep  | Okt  | Nov  | Dez |   |      |
| Mittl. Temperatur (°C) | 3,3 | 4,0 | 7,6  | 11,2 | 15,1 | 19,2 | 21,2 | 20,8 | 17,0 | 12,9 | 7,4  | 4,1 | ⌀ | 12   |
| Mittl. Tagesmax. (°C)  | 6,2 | 7,7 | 12,0 | 15,8 | 19,4 | 23,9 | 25,9 | 25,6 | 21,5 | 17,0 | 10,5 | 6,9 | ⌀ | 16,1 |
| Mittl. Tagesmin. (°C)  | 0,7 | 0,7 | 3,3  | 6,4  | 10,3 | 14,2 | 16,2 | 15,9 | 12,8 | 9,3  | 4,5  | 1,6 | ⌀ | 8    |
|                        |     |     |      |      |      |      |      |      |      |      |      |     |   |      |
| Niederschlag (mm)      | 89  | 75  | 73   | 88   | 96   | 78   | 75   | 79   | 88   | 103  | 113  | 98  | Σ | 1055 |

| 0,7 |

| 0,7 |

| 3,3 |

| 6,4 |

| 10,3 |

| 14,2 |

| 16,2 |

| 15,9 |

| 12,8 |

| 9,3 |

| 4,5 |

| 1,6 |

| 0,7 |

| 0,7 |

| 3,3 |

| 6,4 |

| 10,3 |

| 14,2 |

| 16,2 |

| 15,9 |

| 12,8 |

| 9,3 |

| 4,5 |

| 1,6 |

## Toponymie
Eine erste Erwähnung geht zurück auf das Jahr 1019 in der Gallia christiana: In pago Cabilonensi… ecclesia in villa quae dicitur Tauriacus in honore invictissimi martyris Christi Vincentii dicata (deutsch: Im Gau von Chalon… eine Kirche im Ort genannt Tauriacus, geweiht Vincentius, dem Märtyrer des unbesiegbaren Christus). Dieser Text bringt zum Ausdruck, dass bereits eine Siedlung vorhanden war, die Tauriacus genannt wurde und dass dort eine Kirche stand, die dem Heiligen Vinzenz geweiht war. Es ist also anzunehmen, dass die erste Besiedlung auf gallo-römische Zeiten zurückgeht und es sich um den Besitz eines Taurius handelte. Der ursprüngliche Name geriet jedoch in Vergessenheit und es blieb die Bezeichnung für die Kirche als Ortsname erhalten. Der Zusatz -en-Bresse ist seit dem 14. Jahrhundert verbürgt.
Als Folge der Revolution und der damit verbundenen Säkularisierung wurden Ortschaften mit Bezügen zu Heiligen oder zum Feudalismus umbenannt. So trug auch diese Gemeinde während einigen Jahren den Namen Vincent-des-Bois.

## Geschichte
Der Weiler Putigny liegt an einer Römerstraße, die von Chalon-sur-Saône über Louhans nach Lons-le-Saunier führte, es wurden einige archäologische Funde zutage gefördert. Die Kirche, bereits 1019 erstmals erwähnt, wurde 1880 vergrößert, Glockenturm und die Grundmauern des Kirchenschiffs blieben erhalten, die Fresken aus dem Jahr 1600 sind allerdings kaum mehr sichtbar. Die Kirche war von Anbeginn an dem Heiligen Vinzenz geweiht. 1639 wurde Marguerite de Ténarre im Chor der Kirche beigesetzt. Seit 1503 wird ein Schloss erwähnt, das 1798 zerstört wurde, es lag beim Weiler Bardotte, an der Departementsstraße D44 Richtung Montret. Die Herrschaft war im 17. und 18. Jahrhundert im Besitz der Familie de Châtenay, deren erste Mitglieder bereits die Kreuzzüge mitmachten. Joachim de Châtenay war 1582 Mitglied der Chambre du Roi, Commissaire des guerres für das Burgund. 1589, während der Religionskriege war er Gouverneur von Chalon. Die Familie verband sich mit den de Ténarre, Aimée-Cathérine de Ténarre war Baronin und ab 1660 Gräfin von Saint-Vincent, ihr folgte Graf Charles de Châtenay, Baron von Baudrières und Herr von Saint-Étienne. Marie-Jeanne-Charlotte de Châtenay brachte um 1780 Saint-Vincent in die Ehe mit Graf de la Teyssonnière, sein Sohn Charles-Henri-François war der letzte adlige Herr.
1774 wird erstmals ein Lehrer erwähnt, die Mädchenschule wurde 1864 erbaut. In der Gemeinde wurde Eisenerz gefördert und verarbeitet und es waren zwei Mühlen vorhanden, je eine in Berthod und Morts. Der Begriff Chize, der in zwei Ortsbezeichnungen erscheint, bedeutet Teich oder Tümpel im örtlichen Dialekt. 1869 waren von den 150 Häusern noch 101 mit Stroh gedeckt, es bestanden mehrere Brunnen und Quellbecken, die zum Waschen benutzt wurden. 1988 bestanden noch 25 Landwirtschaftsbetriebe.

### Die Herren von Saint-Vincent-en-Bresse
- 1441 war Vauthier de Marcilly Herr von Saint-Vincent
- 1564 war Antoine de Chatenay Baron de Saint-Vincent und nahm an der Hochzeit von Claude Bouton II. mit Anne de Montconis teil. Die de Chatenay behielten das Lehen während zwei Jahrhunderten. Die Familie war verschwägert mit den de Ténarres.
- Aimée Catherine de Ténarre war Dame, Baronin von Saint-Vincent. 1660 wurde die Baronie zur Grafschaft erhoben. Ihr folgte Charles de Chatenay, Graf von Saint-Vincent, Baron von Baudrières, Herr von Saint-Étienne.
- Charles Henri François de la Teyssonnière war der letzte Graf von Saint-Vincent, nachdem er das Lehen von seinem Vater übernommen hatte, der Marie Jeanne Charlotte de Chatenay um 1740 geheiratet hatte.

Mit der Französischen Revolution 1789 wurden die Vorrechte des Adels abgeschafft, sie behielten lediglich noch ihre Titel.

### Heraldik
Die Gemeinde verwendet ein modernes Wappen, das kaum Zusammenhänge mit historischer Heraldik aufweist. Blasonierung: Im Deichselschnitt rot gespalten in 1 in Gold ein abgewendeter silberner Hahn, Kamm und Lappen in rot, die Füße in blau in 2 in Gold ein bewurzelter, grüner Baum, in 3 in Grün ein blauer See. Es ist anzunehmen, dass mit diesem Wappen fast eher ein Logo erstellt wurde, das auf die Eigenheiten der Gemeinde hinweist: Die Lage in der Bresse und der Bezug zu den Poulets de Bresse, dem Waldreichtum und der großen Zahl von Étangs im Gemeindegebiet, in seiner Gesamtheit Ausdruck der Ländlichkeit der Gemeinde.

## Bevölkerung
| Saint-Vincent-en-Bresse: Einwohnerzahlen von 1793 bis 2020 | Saint-Vincent-en-Bresse: Einwohnerzahlen von 1793 bis 2020 | Saint-Vincent-en-Bresse: Einwohnerzahlen von 1793 bis 2020 | Saint-Vincent-en-Bresse: Einwohnerzahlen von 1793 bis 2020 | Saint-Vincent-en-Bresse: Einwohnerzahlen von 1793 bis 2020 |
| --- | ---------------------------------------------------------- | ---------------------------------------------------------- | ---------------------------------------------------------- | ---------------------------------------------------------- |
| Jahr |                                                            |                                                            |                                                            | Einwohner                                                  |
| 1793 | 1793                                                       |                                                            | 573                                                        | 573                                                        |
| 1800 | 1800                                                       |                                                            | 606                                                        | 606                                                        |
| 1806 | 1806                                                       |                                                            | 612                                                        | 612                                                        |
| 1821 | 1821                                                       |                                                            | 657                                                        | 657                                                        |
| 1831 | 1831                                                       |                                                            | 680                                                        | 680                                                        |
| 1836 | 1836                                                       |                                                            | 763                                                        | 763                                                        |
| 1841 | 1841                                                       |                                                            | 777                                                        | 777                                                        |
| 1846 | 1846                                                       |                                                            | 814                                                        | 814                                                        |
| 1851 | 1851                                                       |                                                            | 820                                                        | 820                                                        |
| 1856 | 1856                                                       |                                                            | 807                                                        | 807                                                        |
| 1861 | 1861                                                       |                                                            | 875                                                        | 875                                                        |
| 1866 | 1866                                                       |                                                            | 854                                                        | 854                                                        |
| 1872 | 1872                                                       |                                                            | 868                                                        | 868                                                        |
| 1876 | 1876                                                       |                                                            | 902                                                        | 902                                                        |
| 1881 | 1881                                                       |                                                            | 972                                                        | 972                                                        |
| 1886 | 1886                                                       |                                                            | 928                                                        | 928                                                        |
| 1891 | 1891                                                       |                                                            | 901                                                        | 901                                                        |
| 1896 | 1896                                                       |                                                            | 904                                                        | 904                                                        |
| 1901 | 1901                                                       |                                                            | 862                                                        | 862                                                        |
| 1906 | 1906                                                       |                                                            | 837                                                        | 837                                                        |
| 1911 | 1911                                                       |                                                            | 827                                                        | 827                                                        |
| 1921 | 1921                                                       |                                                            | 738                                                        | 738                                                        |
| 1926 | 1926                                                       |                                                            | 769                                                        | 769                                                        |
| 1931 | 1931                                                       |                                                            | 668                                                        | 668                                                        |
| 1936 | 1936                                                       |                                                            | 641                                                        | 641                                                        |
| 1946 | 1946                                                       |                                                            | 556                                                        | 556                                                        |
| 1954 | 1954                                                       |                                                            | 524                                                        | 524                                                        |
| 1962 | 1962                                                       |                                                            | 481                                                        | 481                                                        |
| 1968 | 1968                                                       |                                                            | 412                                                        | 412                                                        |
| 1975 | 1975                                                       |                                                            | 349                                                        | 349                                                        |
| 1982 | 1982                                                       |                                                            | 365                                                        | 365                                                        |
| 1990 | 1990                                                       |                                                            | 420                                                        | 420                                                        |
| 1999 | 1999                                                       |                                                            | 468                                                        | 468                                                        |
| 2006 | 2006                                                       |                                                            | 446                                                        | 446                                                        |
| 2009 | 2009                                                       |                                                            | 503                                                        | 503                                                        |
| 2014 | 2014                                                       |                                                            | 561                                                        | 561                                                        |
| 2020 | 2020                                                       |                                                            | 576                                                        | 576                                                        |
| Quelle(n): EHESS/Cassini bis 2006, ab 2009 INSEE Anmerkung(en): • Ab 1962 offizielle Zahlen ohne Einwohner mit Zweitwohnsitz • Höchste Einwohnerzahl 1881 mit 972, tiefste Einwohnerzahl 1975 mit 349 (35,9 % vom Maximum) |                                                            |                                                            |                                                            |                                                            |

| Bevölkerungsstruktur | Anzahl Einwohner | männlich | weiblich | davon Ausländer | Anteil % |
| -------------------- | ---------------- | -------- | -------- | --------------- | -------- |
|                      | 579              | 301      | 278      | 13              | 2,2      |

| Männer | Alterstufe | Frauen |
| ------ | ---------- | ------ |
| 1      | 90 + älter | 4      |
| 14     | 75–89      | 16     |
| 50     | 60–74      | 47     |
| 63     | 45–59      | 63     |
| 64     | 30–44      | 59     |
| 43     | 15–29      | 36     |
| 66     | 0–14       | 54     |

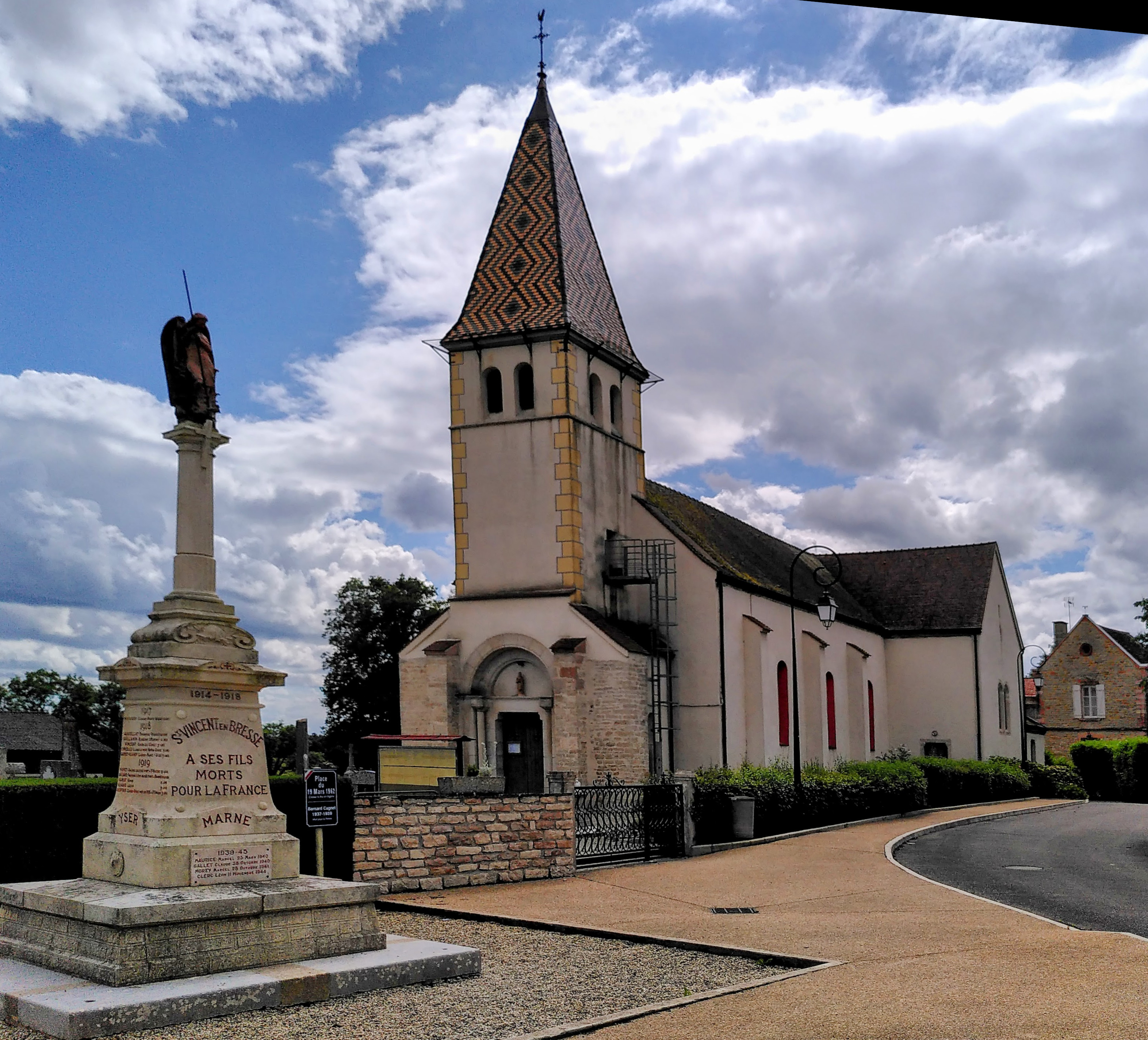
Kirche Saint-Vincent in Saint-Vincent-en-Bresse

Die Bevölkerungsstruktur zwischen Männern und Frauen weist einen Überhang zugunsten der Männer aus, sie machen 52 % der Bevölkerung aus. Dabei sind 55 % der Bevölkerung jünger als 45 Jahre. Die Gruppe der unter 15-Jährigen macht 20,7 % der Bevölkerung aus. Demgegenüber sind 23 % der Einwohner älter als 60 Jahre und damit im Rentenalter. Diese Struktur dürfte auf die Tatsache zurückzuführen sein, dass seit 1999 dank einer regen Bautätigkeit die Wohneinheiten um 24 % zugenommen haben. Dadurch dürfte ein Zuzug von jungen Familien mit Kindern erfolgt sein.
| Wohnstruktur               | Anzahl Wohneinheiten | davon Häuser | Wohnungen | sonstige |
| -------------------------- | -------------------- | ------------ | --------- | -------- |
|                            | 288                  | 277          | 10        | 1        |
| davon Hauptwohnsitz        | 238                  |              |           |          |
| Zweit- oder Ferienwohnsitz | 46                   |              |           |          |
| vakant                     | 4                    |              |           |          |

## Wirtschaft und Infrastruktur

### Unternehmen, Betriebe, Ladengeschäfte und Einrichtungen
In der Gemeinde gibt es nebst Kirche und Mairie (Gemeindehaus) folgende Unternehmen nach Branchen:
| Branche                                                           | Anzahl Betriebe |
| ----------------------------------------------------------------- | --------------- |
| Industrie und verarbeitendes Gewerbe                              | 9               |
| Baugewerbe                                                        | 9               |
| Groß- und Einzelhandel, Verkehr, Beherbergung und Gastronomie     | 5               |
| Information und Kommunikation                                     | 1               |
| Finanz- und Versicherungsdienstleistungen                         |                 |
| Grundstücks- und Wohnungswesen                                    | 3               |
| Freiberufliche, wissenschaftliche und technische Dienstleistungen | 4               |
| Öffentliche Verwaltung, Unterricht, Gesundheits- und Sozialwesen  | 2               |
| Sonstige Dienstleistungen                                         | 7               |
| Land- und Forstwirtschaftsbetriebe                                | 13              |

In der Gemeinde befinden sich ein Coiffeur- und drei Schönheitssalons, eine Reinigung, eine Immobilienagentur, ferner eine Autogarage, zwei Bauhandwerksbetriebe, ein Maler/Gipser und zwei Installateurbetriebe. Im Ort befinden sich ein Tennis- und ein Pétanqueplatz, ein Trimm-dich-Pfad, eine Gîte und eine Bibliothek. Mit den Gütern des täglichen Bedarfs versorgen sich die Einwohner weitgehend in Saint-Germain-du-Plain und in Louhans.

### Geschützte Produkte in der Gemeinde
Als AOC-Produkte sind in Saint-Vincent-en-Bresse Volaille de Bresse und Dinde de Bresse, ferner Crème et beurre de Bresse zugelassen.

### Bildungseinrichtungen
In der Gemeinde besteht eine École primaire (École maternelle und École élémentaire), die der Académie de Dijon untersteht und von 92 Kindern besucht wird. Für die Schule gilt der Ferienplan der Zone A.